# 上原隆 (エッセイスト)
上原 隆（うえはら たかし、1949年 - ）は、日本のエッセイスト、コラムニスト。

## 来歴･人物
神奈川県横浜市出身。立命館大学文学部哲学科を卒業後、PR映像制作会社に勤務。会社勤務と同時に、同人誌「揺」、雑誌「思想の科学」において編集、執筆活動を開始、後に作家活動に専念する。市井の人々の生き方に目を向けたルポルタージュや身の回りの何気ないことに温かな目を向けるエッセイから、「日本のボブ・グリーン」と称される 。
『上原隆のオールナイトニッポン サポーターズ』のラジオパーソナリティなどをしていた実業家の上原隆は、同姓同名の別人である。

## 著書
- 『「普通の人」の哲学　鶴見俊輔・態度の思想からの冒険』（毎日新聞社、1990）
- 『上野千鶴子なんかこわくない』（毎日新聞社、1992）
- 『友がみな我よりえらく見える日は』（学陽書房、1996）　のち幻冬舎アウトロー文庫（1999）電子書籍（2014）
- 『喜びは悲しみのあとに』（幻冬舎、1999）のち幻冬舎アウトロー文庫（2004）電子書籍（2014）
- 『1ミリでも変えられるものなら』（日本放送出版協会、2002）のち『雨の日と月曜日は』と改題して新潮文庫（2005）
- 『雨にぬれても』（幻冬舎アウトロー文庫、2005）電子書籍（2014）
- 『胸の中にて鳴る音あり』（文藝春秋、2007）のち文春文庫（2011）
- 『にじんだ星をかぞえて』（朝日文庫、2009）
- 『こころが折れそうになったとき』（ＮＨＫ出版、2012）電子書籍（2013）
- 『こんな日もあるさ　23のコラム・ノンフィクション』（文藝春秋、2012）
- 『君たちはどう生きるかの哲学』(幻冬舎新書、2018)
- 『こころ傷んでたえがたき日に』(幻冬舎、2018)
- 『晴れた日にかなしみの一つ』(双葉文庫、2021)
- 『ひそかに胸にやどる悔いあり』(双葉文庫、2023)